# Karl Heinz Ritschel
Karl Heinz Ritschel (* 20. Jänner 1930 in Oberaltstadt, Tschechoslowakei; † 5. Jänner 2019 in Koppl, Salzburg) war ein österreichischer Journalist und Publizist.

## Jugend und Ausbildung
Karl Heinz Ritschel musste 1946 mit seiner Familie nach Wien flüchten. Er studierte Publizistik und Kunstgeschichte und promovierte 1959 zum Dr. phil.

## Wirken
Ritschel war ab 1954 Redakteur des Bild-Telegraf, 1955 arbeitete er für die Kleine Zeitung. Von 1956 bis 1958 war er letzter Chefredakteur des Bild-Telegraf. Ab 1959 war er Wirtschaftsredakteur der Salzburger Nachrichten, ab 1964 stellvertretender Chefredakteur und von 1965 bis 1995 Chefredakteur.
Ab 1950 war er Mitglied  der katholischen Studentenverbindung KÖStV Austria Wien im ÖCV sowie in weiterer Folge der K.Ö.H.V. Rheno-Juvavia Salzburg, KDStV Ferdinandea (Prag) Heidelberg und K.D.St.V. Elbmark (Tetschen-Liebwerd) Duisburg – die letzteren zwei im CV. Er starb Anfang Jänner 2019, zwei Wochen vor seinem 89. Geburtstag.

## Publikationen (Auswahl)
- Diplomatie um Südtirol. Politische Hintergründe eines europäischen Versagens. Seewald, Stuttgart 1966.
- Venedig. Königin der Adria (= Eine Stadt erzählt. Grosse Reihe. 2, ZDB-ID 2294296-8). Zsolnay, Wien u. a. 1969.
- Salzburg. Anmut und Macht (= Eine Stadt erzählt. Grosse Reihe. 4). Zsolnay, Wien u. a. 1970.
- China – eine Momentaufnahme. Edition Reinartz, Salzburg 1974.
- Julius Raab. Der Staatsvertragskanzler. Edition Reinartz, Salzburg 1975.
- Bruno Buchwieser. „Auftrag und Ziel …“. Edition Reinartz, Salzburg 1977.
- Steirische Wege. Dokumentation unserer Zeit, Zürich 1978.
- Österreich ist frei. Der Weg zum Staatsvertrag 1945–1955. Tusch, Wien 1980, ISBN 3-85063-033-1.
- Plädoyer für das Konservative. Vier Reden. Zsolnay, Wien u. a. 1981, ISBN 3-552-03309-2.
- Von Salzburg und Salzburgern. Winter, Salzburg 1984, ISBN 3-85380-045-9.
- Salzburger Miniaturen. 4 Bände. Müller, Salzburg u. a. 1998–2007.
- In die Zeit geschrieben. Gedanken abseits vom Tage. Otto Müller, Salzburg u. a. 1999, ISBN 3-7013-0996-5.
- Miniaturen zur Weltgeschichte. Otto Müller, Salzburg 2007, ISBN 978-3-7013-1135-4.
- Serie „Dokumentation unserer Zeit“

## Auszeichnungen
- 1967 Theodor-Körner-Preis
- 1967 Karl-Renner-Preis
- 1977 Goldenes Verdienstzeichen des Landes Salzburg
- 1978 Ehrenkreuz für Wissenschaft und Kunst I. Klasse
- 1980 Ring der Stadt Salzburg
- 1984 Goldenes Ehrenzeichen des Landes Salzburg
- 1985 Ring des Landes Salzburg
- 1990 Goldene Wappenmedaille der Stadt Salzburg
- 1995 Großes Ehrenzeichen für Verdienste um die Republik Österreich
- 2010 Anerkennungspreis für das Lebenswerk des Kulturfonds der Stadt Salzburg
- Kommandeur des päpstlichen Silvesterordens mit Stern